# Smog

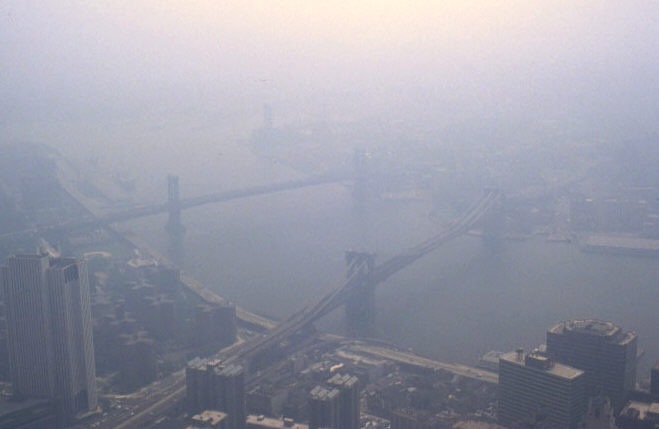
Smog em Nova Iorque visto desde o World Trade Center em 1988

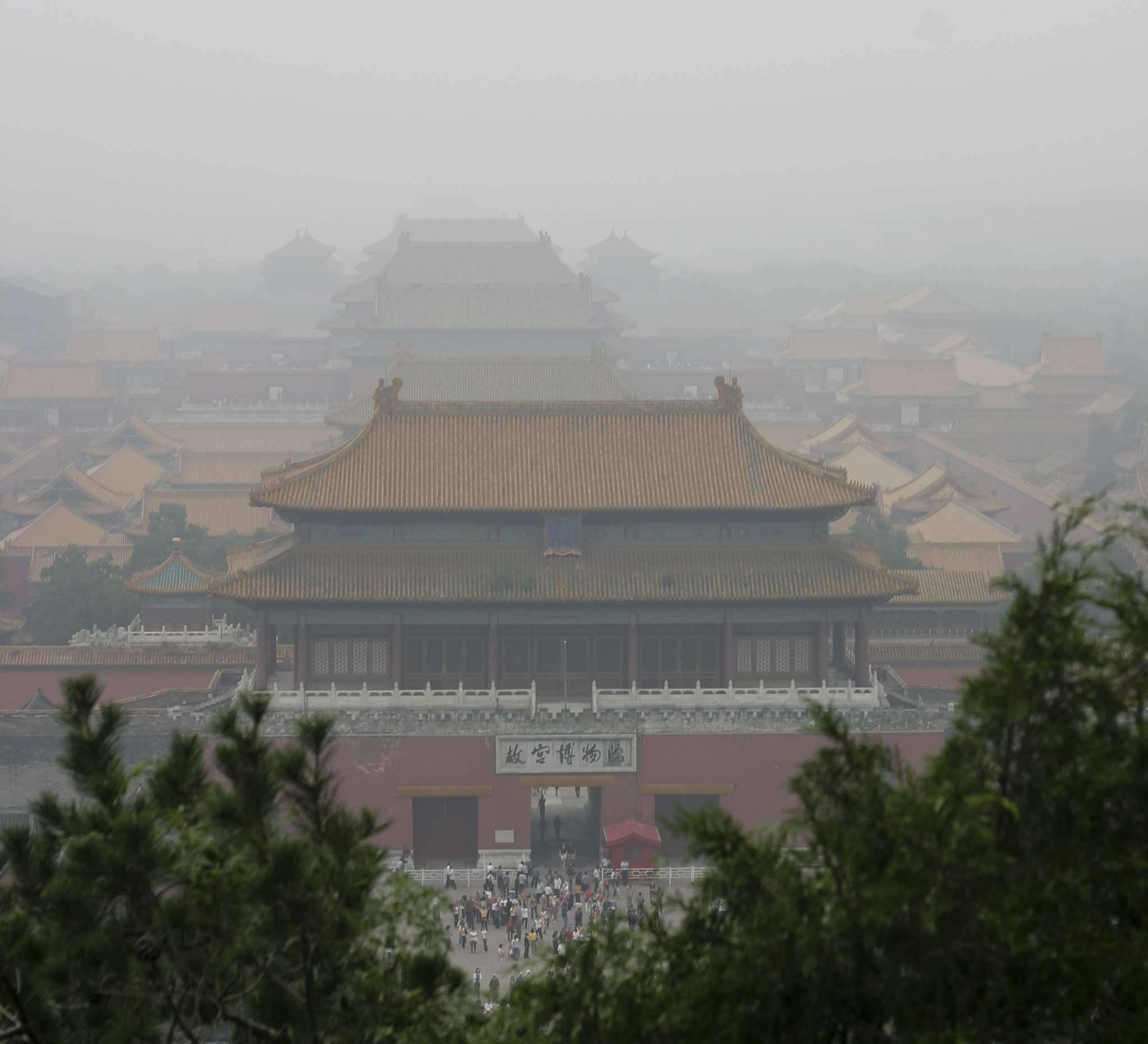
Smog sobre a Cidade Proibida, Pequim

Smog, ts gricos, nevoeiro contaminado por fumaças. O termo resulta da contração das palavras da língua inglesa "smoke" (fumaça) e "fog" (nevoeiro).
Algumas fontes preferem usar uma definição mais específica para smog, descrevendo-o como um tipo de poluição atmosférica derivado de emissões de veículos de combustão interna e fumos industriais que reagem na atmosfera com a luz solar para formar poluentes secundários que por sua vez se combinam com as emissões primárias para formar smog fotoquímico. O smog pode também resultar da combustão de grandes quantidades de carvão que produz uma mistura de fumo, dióxido de enxofre e outros compostos.

## Smog industrial

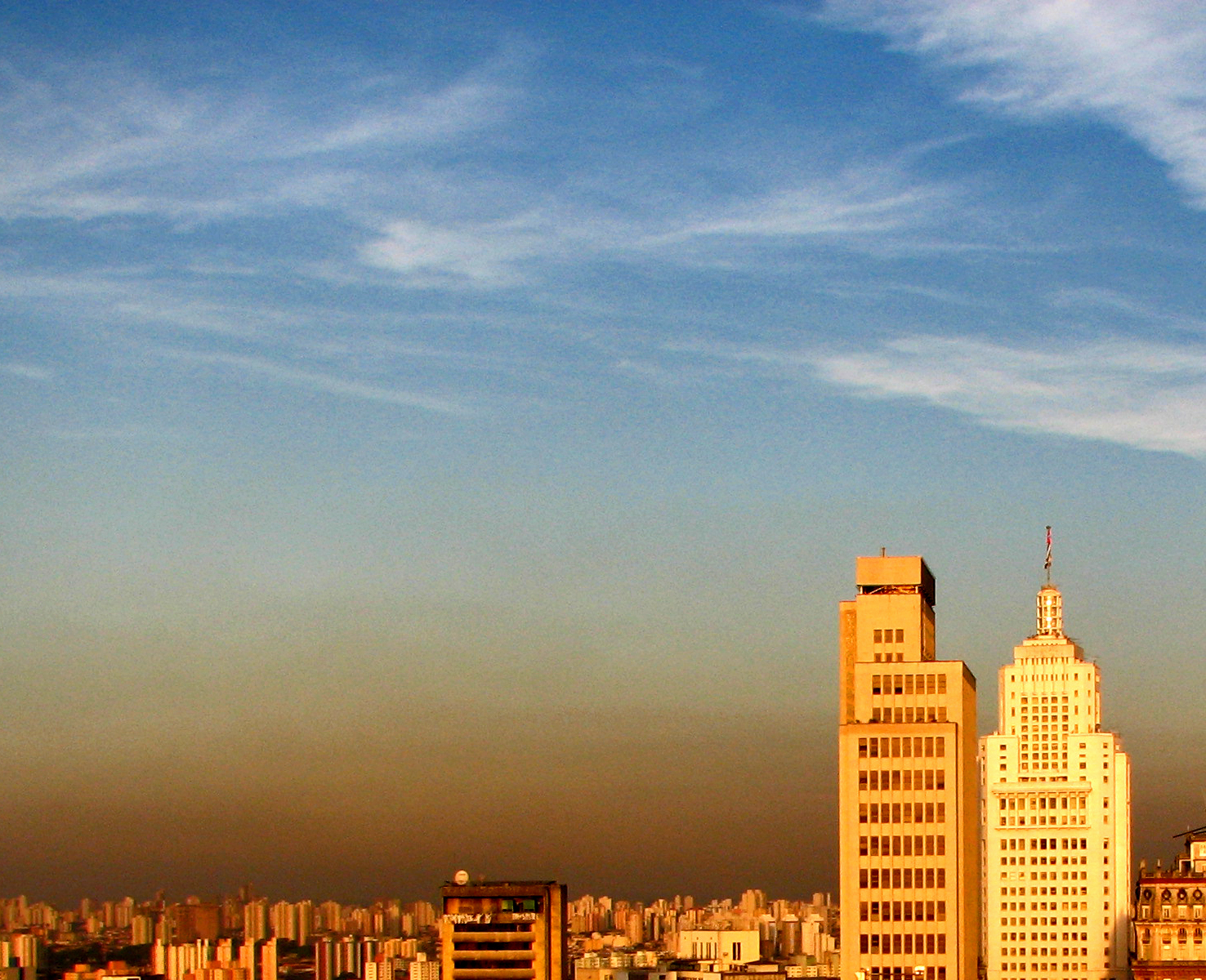
São Paulo.

Smog industrial, do inglês, smoke (fumo) e fog ou smog (neblina) é uma espécie de nevoeiro ou que resulta da mistura de gases, ou poluição do ar. Em geral, existem dois tipos de smog, a industrial e fotoquímicos.

## Smogfotoquímico
Smog fotoquímico é a poluição do ar, sobretudo em áreas urbanas, por ozônio troposférico e outros compostos originados por reações fotoquímicas, reações químicas causadas pela luz solar. O efeito visível disto é uma camada roxa acinzentada na atmosfera.
Descobriu-se esse tipo de smog pela primeira vez em Los Angeles, na década de 1940, e costuma-se acontecer em cidades com uma grande movimentação de veículos, que causam grande acumulação de poluentes, como o óxido nítrico (NO) e os Compostos Orgânicos Voláteis (COVs).

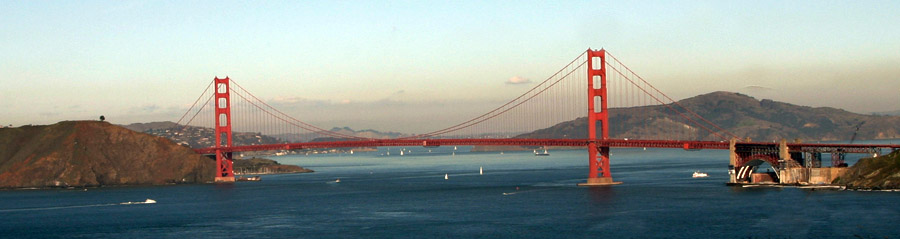
Smog fotoquímico na Golden Gate, em San Francisco.

Com a mistura de gases poluentes encontrados no ar, o Smog fotoquímico, pode originar: 
- Óxidos de nitrogênio, como o dióxido de nitrogênio;
- Ozônio troposférico;
- Compostos Orgânicos Voláteis (COVs);
- Peróxido de acetil nitrato (PAN);
- Aldeídos,

## Efeitos para a saúde
O smog é um problema sério em muitas cidades e afeta a saúde humana. Gases como o ozônio, dióxido de enxofre, dióxido de nitrogênio e monóxido de carbono são prejudiciais especialmente para idosos, crianças e pessoas com problemas cardiopulmonares como enfisema, bronquite e asma, e a exposição prolongada pode causar câncer e morte prematura.